# Sylviane Berthod
Sylviane Berthod (Salins, 25 aprile 1977) è un'ex sciatrice alpina svizzera, vincitrice della Coppa Europa nel 1996.

## Biografia

### Stagioni 1995-1997
Specialista di discesa libera e supergigante originaria di Salins, Sylviane Berthod iniziò l'attività agonistica a metà degli anni novanta, divenendo nel 1995 campionessa mondiale juniores nella discesa libera nella rassegna iridata giovanile disputata a Voss.
Nel 1996, dopo aver esordito in Coppa del Mondo 13 gennaio a Garmisch-Partenkirchen in supergigante (33º), il 2 febbraio vinse a Innerkrems la sua prima gara di Coppa Europa, un supergigante; a fine stagione si aggiudicò sia il trofeo continentale generale, a pari merito con la russa Svetlana Gladyševa, sia la classifica di supergigante. Nella stessa stagione ai Mondiali juniores di Hoch-Ybrig si aggiudicò il titolo nel supergigante e la medaglia d'argento sia nella discesa libera, sia nella combinata.

### Stagioni 1998-2002
L'8 febbraio 1998 vinse a Castelrotto la sua ultima gara di Coppa Europa, un supergigante, mentre nel 1999 ottenne il suo primo podio in Coppa del Mondo, il 23 gennaio nel supergigante dell'Olimpia delle Tofane di Cortina d'Ampezzo (2ª), ed esordì ai Campionati mondiali: nella rassegna iridata di Vail/Beaver Creek fu 13ª nella discesa libera e 7ª nel supergigante. Due anni dopo, ai Mondiali di Sankt Anton, nelle medesime specialità si classificò rispettivamente 15ª e 18ª.
Conquistò la sua unica vittoria Coppa del Mondo nella discesa libera disputata sull'Engiadina di Sankt Moritz il 21 dicembre 2001, e nella stessa stagione debuttò ai Giochi olimpici invernali: a Salt Lake City 2002 si piazzò 7ª nella discesa libera e non terminò il supergigante.

### Stagioni 2003-2008
Ai Mondiali di Sankt Moritz 2003 fu 11ª nella discesa libera e non completò il supergigante, mentre nella successiva rassegna iridata di Bormio/Santa Caterina Valfurva nelle medesima specialità si classificò rispettivamente 13ª e 16ª. Salì per l'ultima volta sul podio in Coppa del Mondo il 3 dicembre 2005 a Lake Louise in discesa libera (2ª) e ai successivi XX Giochi olimpici invernali di Torino 2006, sua ultima presenza olimpica, si piazzò 14ª nella discesa libera e 15ª nel supergigante.
Prese ancora parte ai Mondiali di Åre 2007 (22ª nella discesa libera) e alla fine della stagione 2007-2008 si ritirò dallo sci alpino; la sua ultima gara di Coppa del Mondo fu la discesa libera di Crans-Montana dell'8 marzo, che chiuse al 42º posto, e si congedò dal Circo bianco il 19 marzo seguente, in occasione dei Campionati svizzeri 2008.

## Palmarès

### Mondiali juniores
- 4 medaglie:
  - 2 ori (discesa libera a Voss 1995; supergigante a Hoch-Ybrig 1996)
  - 2 argenti (discesa libera, combinata a Hoch-Ybrig 1996)

### Coppa del Mondo
- Miglior piazzamento in classifica generale: 16ª nel 1999
- 6 podi:
  - 1 vittoria
  - 4 secondi posti
  - 1 terzo posto

#### Coppa del Mondo - vittorie
| Data             | Località     | Paese    | Specialità |
| ---------------- | ------------ | -------- | ---------- |
| 21 dicembre 2001 | Sankt Moritz | Svizzera | DH         |

Legenda:

DH = discesa libera

### Coppa Europa
- Vincitrice della Coppa Europa nel 1996
- Vincitrice della classifica di supergigante nel 1996
- 6 podi (dati dalla stagione 1994-1995):
  - 3 vittorie
  - 1 secondo posto
  - 2 terzi posti

#### Coppa Europa - vittorie
| Data            | Località    | Paese   | Specialità |
| --------------- | ----------- | ------- | ---------- |
| 2 febbraio 1996 | Innerkrems  | Austria | SG         |
| 9 febbraio 1996 | Pra Loup    | Francia | SG         |
| 8 febbraio 1998 | Castelrotto | Italia  | SG         |

Legenda:

SG = supergigante

### Far East Cup
- 2 podi (dati dalla stagione 1994-1995):
  - 2 vittorie

#### Far East Cup - vittorie
| Data             | Località | Paese         | Specialità |
| ---------------- | -------- | ------------- | ---------- |
| 22 febbraio 1997 | Muju     | Corea del Sud | DH         |
| 23 febbraio 1997 | Muju     | Corea del Sud | SG         |

Legenda:

DH = discesa libera

SG = supergigante

### Campionati svizzeri
- 12 medaglie[1]:
  - 5 ori (discesa libera nel 1997; discesa libera, slalom gigante, combinata[senza fonte] nel 1998; discesa libera nel 1999)
  - 3 argenti (supergigante nel 1999; supergigante nel 2002; discesa libera nel 2007)
  - 4 bronzi (discesa libera nel 1996; supergigante, slalom gigante nel 1997; supergigante nel 1998)